# Medjool

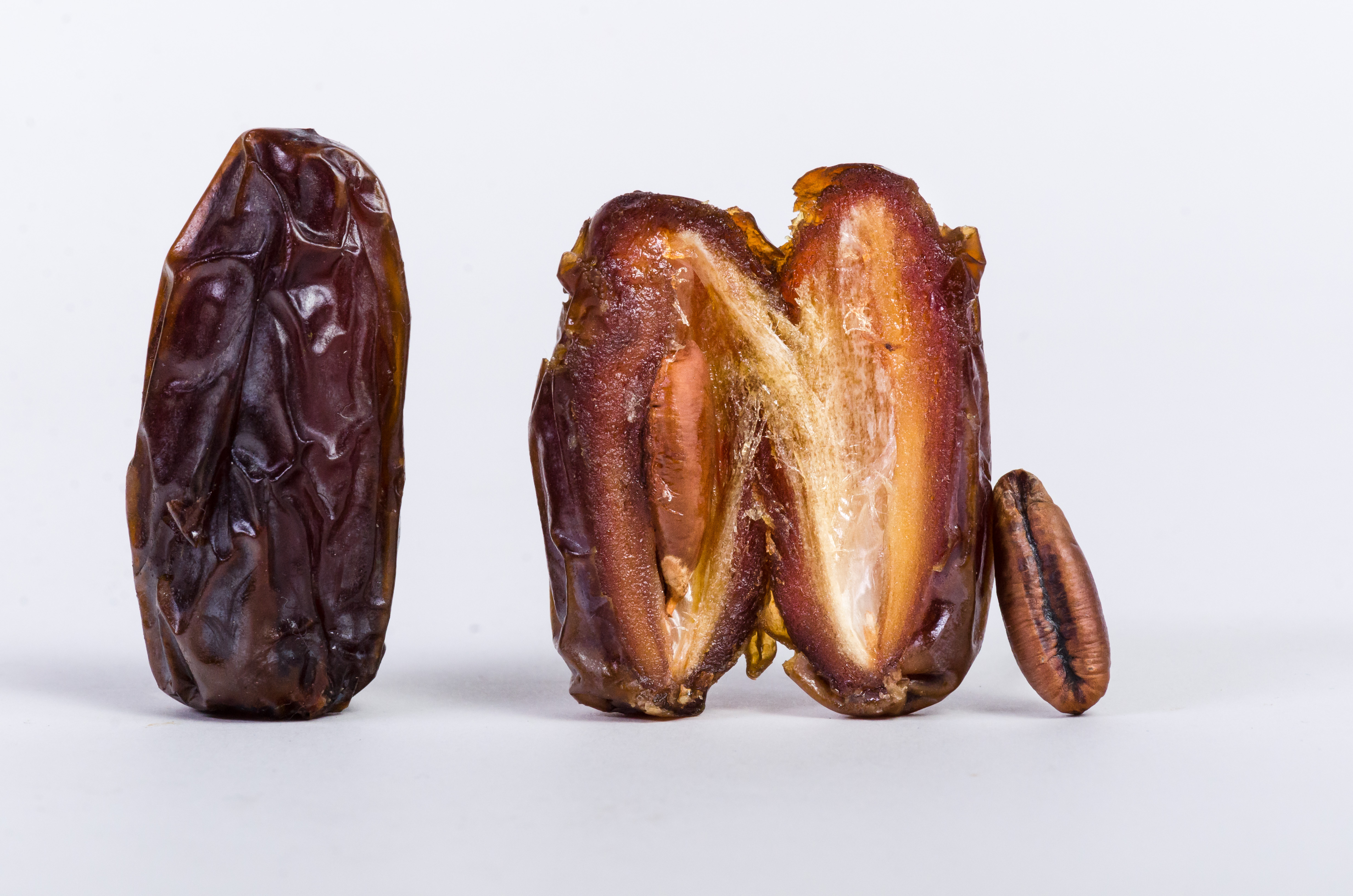
Tâmara Medjool e sua semente.

A Tâmara Medjool (Árabe: تمر المجهول - tamar al-majhūl. Tamar significa 'tâmara' e majhūl significa 'desconhecido', de جَهِلَ jahila, 'não saber') também conhecida como Medjoul, Mejhoul ou Majhool, é uma larga e doce variedade cultivável de tâmara  (Phoenix dactylifera). É uma portante variável para uso comercial, pois constitui 25% do comércio mundial de tâmaras.
Esse tipo de tâmara se origina da região do Tafilete no Marrocos, onde é cultivada até hoje. 